# FC Græsrødderne
FC Græsrødderne er et tidligere dansk fodboldhold der spillede Old Boys fra 2015 til 2022. 
Holdet blev dannet i 2015 af Klaus Lykke og Mads Laudrup. Holdet spillede i Københavnerserien frem til d. 3. maj 2021. hvor holder valgte at trække sig som seniorhold og fra Serie 1 (DBU København). Holdet bestod af gamle professionelle fodboldspillere som er stoppet med fodbold på højt plan, men savner sammenholdet ved fodbold herunder stemningen i omklædningsrummet. Projektet FC Græsrødderne bliver sideløbende fulgt af Viasat, som udover præsentation af spillere og lodtrækning af træningskampe også følger holdet før, under og efter deres kampe. 
Holdet blev i perioder trænet af tidligere AB-træner Flemming Christensen og assistent Henrik "Store" Larsen. Bestyrelsen omkring klubben bestod bl.a. af de tidligere spillere Andreas Laudrup og Jonathan Richter. Holdet trænede og spillede sine hjemmebanekampe i Gentofte Sportspark. Holdet spillede i Hummel-tøj i farverne grøn og grå.
Holdet blev nedlagt i 2022.

## Kendte spillere
- Jens Waltorp Sørensen
- Dennis Cagara
- Martin Thomas Andersen
- Kenneth Bjergsted
- Rasmus Daugaard
- Daniel Udsen
- Jan Frederiksen
- Glenn Darlie
- Carsten Fredgaard
- Morten Karlsen
- Martin Johansen
- Mads Laudrup
- Klaus Lykke (Anfører)
- Jesper Grønkjær
- Patrik Wozniacki
- Martin Albrechtsen
- Nikolai Laudrup
- Poul Hübertz